# 불멸의 이순신
《불멸의 이순신》(不滅의 李舜臣)은 2004년 9월 4일부터 2005년 8월 28일까지 방송되었던 KBS 1TV 대하드라마다.

## 방송 시간
| 방송 채널 | 방송 기간                         | 방송 시간                                    |
| --------- | --------------------------------- | -------------------------------------------- |
| KBS 1TV   | 2004년 9월 4일 ~ 2004년 10월 31일 | 매주 토요일 ~ 일요일 밤 10:10 ~ 11:00 (50분) |
| KBS 1TV   | 2004년 11월 6일 ~ 2005년 4월 24일 | 매주 토요일 ~ 일요일 밤 9:30 ~ 10:20 (50분)  |
| KBS 1TV   | 2005년 4월 30일                   | 토요일 밤 10:25 ~ 11:05 (40분)               |
| KBS 1TV   | 2005년 5월 1일                    | 일요일 밤 9:30 ~ 10:20 (50분)                |
| KBS 1TV   | 2005년 5월 7일 ~ 2005년 8월 28일  | 매주 토요일 ~ 일요일 밤 9:30 ~ 10:20 (50분)  |

## 제작진
- 연출: 이성주, 한준서, 김정규
- 극본: 윤선주, 박영숙, 윤영수, 장기창, 신민철, 예동우, 한규호
- 해설: 김종성

## 등장 인물

### 주요 인물
- 김명민: 이순신 역 (아역: 유승호)
- 최재성: 원균 역 (아역: 김학준)
- 이재룡: 류성룡 역 (아역: 오승윤)
- 조민기 → 최철호: 선조 역 (아역: 곽정욱)

### 전라좌수영
- 이한갈: 날발(이몽서를 모티브로 함.) 역 (아역: 강산)
- 박찬환: 권준 역
- 전현: 입부 이순신 역
- 박철민: 김완 역
- 김명국: 송희립 역
- 안승훈: 정운 역
- 정진각: 신호 역
- 이상인: 나대용 역
- 김진태: 어영담 역
- 김규: 이언량 역
- 이승찬: 송여종 역
- 김덕현: 언복 역
- 허정규: 정만수 역
- 백윤흠: 이군관 역
- 정은표: 정대만(이봉수를 모티브로 함.) 역
- 진운성: 짝보 역
- 김상원: 상남 역
- 이두일: 마영갑(김돌손을 모티브로 함.) 역
- 김홍표: 조수창(이기남을 모티브로 함.) 역
- 이범우: 공태원 역
- 미상: 공업 역
- 이정호: 전우송 역
- 박혜숙: 넙출네 역
- 이철민: 만덕 역
- 김영임: 어진 역
- 윤갑수: 평산 역
- 이수완: 금이 역
- 김지훈: 갑생 역
- 최용팔: 계학 역
- 지성근: 봉이 역
- 정종현: 목수 역
- 김기민: 목수 2 역
- 미상: 일구 역
- 미상: 언년 역

### 전라우수영
- 최성준: 이억기 역
- 송금식: 황세득 역
- 안형식: 김억추 역

### 경상좌수영
- 염정구: 박홍 역
- 이새벽: 정발 역
- 박희진: 송상현 역

### 경상우수영
- 유태웅: 이영남 역
- 이재포: 우치적 역
- 김기복: 기효근 역
- 김응석: 한백록 역
- 최준용: 이운룡 역
- 황범식: 배설 역
- 김관기: 안위 역
- 최진홍: 조계종 역
- 김용수: 김응함 역
- 김주호: 서한수(류형을 모티브로 함.) 역
- 허현호: 서노인 역
- 구중림: 기수 역

### 기타 무신
- 이일재: 이일 역
- 차기환: 신립 역
- 김영기: 권율 역
- 이성훈: 황진 역
- 정의갑: 김시민 역
- 강민석: 이광악 역
- 김영선: 유숭인 역
- 조태봉 → 김동석: 이광 역
- 조태봉: 윤선각 역
- 김재권: 김수 역
- 김창봉: 유극량 역
- 김재권: 이빈 역
- 송호섭: 이종장 역
- 전헌태: 정담 역
- 윤관용: 김응서 역
- 양태열: 이복남 역
- 이종길: 이운용(박안민을 모티브로 함) 역
- 석정만: 최호 역
- 미상: 이대원 역
- 미상: 김여물 역
- 미상: 정유경 역
- 미상: 최경회 역
- 최은석: 선거이 역
- 최진홍: 이제신 역
- 임대호: 오형 역
- 이우석: 임경번 역
- 맹호림: 이경록 역
- 고규필: 천돌쇠 역
- 이정욱: 두팔 역
- 김정국: 순철 역
- 이한수: 백수 역
- 김진서: 정일수 역
- 양동재: 진복 역
- 백신: 천개똥 역
- 김하림: 천노인 역
- 이재연: 영보 역
- 김태형: 갑철 역
- 유순철: 김노인 역
- 남소연: 천순임 역
- 양선주: 오곱단 역
- 박통일: 촌로 역

### 문신
- 정동환: 윤두수 역
- 이원발: 윤근수 역
- 최재원 → 황준욱: 이덕형 역
- 박병선: 이항복 역
- 김준모: 이산해 역
- 권혁호: 김성일 역
- 박동빈: 한호 역
- 안대용: 정철 역
- 임혁주: 정탁 역
- 임병기: 황윤길 역
- 최병학: 윤원형 역
- 윤덕용: 오상 역
- 이종만: 심통원 역
- 이신재: 정언신 역
- 송석호: 이준경 역
- 박귀순: 심의겸 역
- 이정성: 허성 역
- 류창우: 이양원 역
- 박규점: 김응남 역
- 윤덕용: 이원익 역
- 신원균: 김명원 역
- 이중열: 황신 역
- 미상: 이언경 역

### 왕실 인물
- 홍륜의: 명종 역
- 이인: 광해군 역 (아역: 주민수)
- 이칸희: 인순왕후 역
- 황미선: 의인왕후 역
- 김미라: 인빈 김씨 역
- 김영민: 정원군 역
- 미상: 임해군 역 (아역: 김대진)
- 백승도: 신성군 역
- 미상: 순화군 역

### 이순신의 가족
- 정애리: 초계 변씨 역
- 박철호: 이정 역 (아역: 우준영)
- 이용진: 이백록 역
- 한범희: 이요신(이희신) 역
- 김동현: 방진 역
- 최유정: 방송이 역
- 김영준: 이면 역 (아역: 지한샘)
- 미상: 이회 역 (아역: 강태윤)
- 안홍진: 이완 역 (아역: 소형준)

### 일본 인물
- 이효정: 도요토미 히데요시 역
- 김명수: 와키자카 야스하루 역
- 정승호: 고니시 유키나가 역
- 황준원: 소 요시토시 역
- 이경영: 겐소 역
- 이정용: 가토 기요마사 역
- 유승봉: 시마즈 요시히로 역
- 이지현(아로); 시마즈요시히로 에게 잡힌 이씨조선 아가씨
- 은채; 시마즈에게 잡힌 이씨조선 아가씨
- 서영진: 구키 요시타카 역
- 최동준: 도도 다카도라 역
- 박영록: 오다 노부나가 역
- 김종결: 세이쇼 죠타이 역
- 이시은: 우키타 히데이에 역
- 전일범: 도쿠가와 이에야스 역
- 원종선: 사카이 다다나오 역
- 정욱: 센노 리큐 역
- 김혜진: 요도도노 역
- 반석진: 다치바나 야스히로 역
- 박종원: 다히라노 역
- 유병준: 구루지마 미치유키 역
- 김시원: 고바야카와 다카카게 역
- 방길승: 안코쿠지 에케이 역
- 신동훈: 나가오카 다다오키 역
- 유병준: 구루지마 미치후사 역
- 한창현: 마나베 사마노조 역
- 김대중: 가토 요시아키 역
- 박상현: 가메이 고레노리 역
- 여재구: 구로다 나가마사 역
- 최운교: 이시카와 고헤몬 역
- 이봉규: 요시라 역
- 최당석: 사화동 역
- 최민호: 츠루마츠 역
- 이재훈: 와키자카 야스요시 역
- 오성열: 와키자카 이치로 역
- 정봉연: 오가와(와타나베 시치에몬을 모티브로 함.) 역
- 전진기: 와키자카 사헤에 역
- 허남일: 기무라 역
- 박영재: 야마다(도도 다타시게를 모티브로 함.) 역
- 이원희: 신이치(준사를 모티브로 함.)
- 김철수: 나카무라 역
- 전제혁: 간스케 역
- 정진화: 세이쇼 료 역
- 미상: 와키자카 요시히로 역
- 터키시 앙고라: 와키자카 반려묘 역
- 염철호: 아리마 하루노부 역
- 신성원: 오무라 요시아키 역
- 정재곤: 야나가와 노리노부 역
- 여재구: 간 미치나가 역
- 이정호: 시마즈 도요히사 역

### 명나라 인물
- 박재웅 → 박용우: 만력제 역
- 김하균: 진린 역
- 함석훈: 등자룡 역
- 손호균: 유정 역
- 김대환: 동일원 역
- 최범호: 임세록 역
- 장순국: 조승훈 역
- 이원재: 심유경 역
- 김태영: 이여송 역
- 유병한: 담종인 역
- 손선근: 사헌 역
- 국정환: 석성 역
- 박태민: 양호 역
- 손선근: 마귀 역
- 이창: 이여백 역

### 여진, 몽고 인물
- 선동혁: 땡글이 역
- 강재: 사송아 역
- 윤용현: 우을기내 역
- 맹봉학: 여진족 추장 역
- 김광석: 여진족 추장 역
- 김정현: 누르하치 역
- 정병호: 해생 역

### 그 외
류수진 ㅡ 청향 에게 뺨 맞는 기생년
- 이순재: 이황 역ㅡ송상 박주명
- 안내상: 정여립 역
- 서진원: 이언세 역
- 이종민: 곽재우 역
- 이대로: 정응정 역
- 이종갑: 황박 역
- 원완규: 김개똥 역
- 김규철: 임천수(국세필을 모티브로 함.) 역
- 이한위: 천무직(김수량을 모티브로 함.) 역
- 안연홍: 홍이/아까이(오하시미쿠를 모티브로 함.) 역
- 전예서: 청향 역
- 조경환: 남궁두 역
- 김규리: 박미진 역
- 손종범: 소은우 역
- 조재완: 이장평/코헤이(손문욱을 모티브로 함.) 역
- 김규리: 박초희 역
- 윤기원: 송병택 역
- 박웅: 송탁 역
- 조병기: 송병기 역
- 연규진: 주태문 역
- 기주봉: 윤환시 역
- 이계영: 이정봉 역
- 김광영: 장원 역
- 권병길: 최중화 역
- 정진: 임노인 역
- 한태일: 장노인 역
- 이환지: 판동 역
- 최주봉: 허도주 역ㅡ허태만
- 박경순: 김가 역
- 유형관: 날발 부 역
- 오지혜: 날발 모 역
- 박윤배: 장평 부 역
- 박용수: 박남경 역
- 김지헌: 소은우 처 역
- 전성은: 초희의 유모 역
- 배미자: 초희의 양모 역
- 김유경: 공태원 처 역
- 양재원: 장산복(임준영을 모티브로 함.) 역
- 김소이: 보름 역
- 곽진경: 백련 역
- 공재원: 차인 역
- 이경원: 김행수 역
- 조병곤: 청지기 역
- 김희진: 원균 모 역
- 양재성: 선전관 역
- 황덕재: 종사관 역
- 박현심 : 정난정 역
- 미상: 고경명 역
- 미상: 변행수 역
- 박경득: 훈장 역
- 이기열: 이방 역
- 신충식: 주지스님 역
- 박유승: 덕구 역
- 이중열: 장별제 역
- 조재혁: 강홍립 역
- 조권탁: 정운 역
- 윤종화

## 해전 회
- 61회, 62회 옥포해전
- 67회, 68회 사천해전
- 73회, 74회 한산도대첩
- 77회, 78회 부산포 해전(부산 해전)
- 91회, 92회 칠천량해전
- 95회, 96회 명량해전
- 1회, 100회 왜교성 전투(왜교성해전)
- 4회, 104회(최종회) 노량해전

## 시청률 추이
- AGB 닐슨 미디어리서치

| 회차   | 방송 일자        | 전국 시청률(증감치) |
| ------ | ---------------- | ------------------- |
| 제1회  | 2014년 9월 1일   | 3.8%                |
| 제2회  | 2014년 9월 2일   | 2.7%(-1.1)          |
| 제3회  | 2014년 9월 3일   | 3.8%(+1.1)          |
| 제4회  | 2014년 9월 4일   | 3%(+0.8)            |
| 제5회  | 2014년 9월 8일   | 3.2%(+0.2)          |
| 제6회  | 2014년 9월 9일   | 4.2%(+1.0)          |
| 제7회  | 2014년 9월 10일  | 3.4%(-0.8)          |
| 제8회  | 2014년 9월 11일  | 3.7%(+0.3)          |
| 제9회  | 2014년 9월 15일  | 3.2%(-0.5)          |
| 제10회 | 2014년 9월 16일  | 2.2%(-1.0)          |
| 제11회 | 2014년 9월 17일  | 3.1%(+0.9)          |
| 제12회 | 2014년 9월 18일  | 2.3%(-0.8)          |
| 제13회 | 2014년 9월 22일  | 3.3%(+1.0)          |
| 제14회 | 2014년 9월 23일  | 2.9%(-0.4)          |
| 제15회 | 2014년 9월 24일  | 3.2%(+0.3)          |
| 제16회 | 2014년 9월 25일  | 2.8%(-0.4)          |
| 제17회 | 2014년 9월 29일  | 3.3%(+0.5)          |
| 제18회 | 2014년 9월 30일  | 2.9%(-0.4)          |
| 제19회 | 2014년 10월 1일  | 4.2%(-1.3)          |
| 제20회 | 2014년 10월 6일  | 3.7%(-0.5)          |
| 제21회 | 2014년 10월 7일  | 3%(-0.7)            |
| 제22회 | 2014년 10월 8일  | 3.1%(+0.1)          |
| 제23회 | 2015년 10월 9일  | 미집계              |
| 제24회 | 2014년 10월 13일 | 3.1%                |
| 제25회 | 2014년 10월 14일 | 2.8%(-0.3)          |
| 제26회 | 2014년 10월 15일 | 2.9%(+0.1)          |
| 제27회 | 2014년 10월 16일 | 2.7%(-0.2)          |
| 제28회 | 2014년 10월 20일 | 4.2%(+1.5)          |
| 제29회 | 2014년 10월 21일 | 3.9%(-0.3)          |
| 제30회 | 2014년 10월 22일 | 2.8%(-1.1)          |
| 제31회 | 2014년 10월 23일 | 3.7%(-0.9)          |
| 제32회 | 2014년 10월 27일 | 3.1%(-0.6)          |
| 제33회 | 2014년 10월 28일 | 2.5%(-0.6)          |

## 이모저모

### 작품성 논란
- 소설 불멸(작가 김탁환)과 더불어 드라마 불멸의 이순신 공동 원작소설인 칼의 노래 작가 김훈은 불멸의 이순신을 아동드라마라고 비판하였다.[11] 이에 2005년 1월 10일 불멸의 이순신 연출 이성주는 "불멸의 이순신의 원작은 조선왕조실록과 난중일기"라며 불편한 심기를 드러냈다. "이순신을 다룬 소설 '불멸'(김탁환 저)과 '칼의 노래'(김훈 저)를 계약한 것은 가공의 인물 등 필요한 부분을 가져다 쓰기 위함이었으므로 소설대로 드라마가 가는 것은 아니"라고 반박하였다. 그러나 조선왕조실록, 난중일기, 징비록 등 정사 기록을 무시하여 비판을 받았다.[12]
- 불멸의 이순신 16회 방송분이 이순신이 농가에 몰래 숨어들어 감자를 훔쳐 먹는 장면이 방송되었다.[13]
- 일부 역사학자들과 덕수이씨 이종억 종친회장은 '드라마는 사실무근이다' , '이 드라마는 대국민 사기극이다'라며 비판했다.[14][13]
- 탄금대 전투에서 기병이 포졸로 묘사되어 비판받았다.
- 국궁을 양궁 자세로 묘사해 비판받았다.[15]
- 경상북도 영천군 출신으로 임진왜란에서 활약한 김완이 전라도 사투리로 코믹 전담 캐릭터로 묘사되어 김완의 후손인 경주 김씨 문중으로부터 항의를 받았다.[16]
- 이운룡은 백의종군이 된 이순신에게 '나으리'라고 부르는 부하들을 벌주고 이순신에게 쌀가마니를 나르게 하는 등 허드렛 일을 시키는 등에 역사적과는 다르게 백의종군 묘사로 논란이 일었다.[17]
- 사이쇼 죠타이는 극중에서 '세이쇼 쇼타이'로 나왔는데 잘못된 이름이다.
- 불멸의 이순신 91회 방송분이 와키자카 야스하루의 막사에서 크리넥스 화장지가 발견되었다.

### 외부 개입 논란
KBS 주말 대하드라마는 1999년 후삼국 시대부터 공민왕 시대까지 다루는 고려사 10년 시리즈를 계획했으나 정연주 KBS 사장 취임된 이후 고려 무신집권을 다룬 무인시대 방송 당시 고무줄 편성대 등으로 논란이 일어났다. 무인시대 종영이후 당초 고려사 드라마는 전격 취소하고 정연주 사장의 '특명'으로 성웅 이순신 사극을 기획했고 심혈을 기울였다. 정 사장은 또 '내부적 필요'라고 보기엔 과할 정도로 '이순신 프로젝트'에 공을 들였으며, 특히 노무현 대통령이 관심을 보인다고 알려지며 자연스레 홍보가 됐다.

### 그 외
- 2006년 2월, 불멸의 이순신의 팬들은 자비로

| “ | 충무공 이순신 장군님과 드라마 '불멸의 이순신'에 받은 감동 가슴으로 기억하겠습니다. | ” |

라는 감사패를 제작하여 이순신 역 김명민, 연출 이성주 감독 등 불멸의 이순신 제작진들에게 전달하기도 하였다.
- 당초 이순신 역 배역에 배우 송일국이 캐스팅된 상태였으나, 교체되었다.[20]
- 원균(최재성 분) 역에는 김상중, 박상민 등이, 미진(김규리 분) 역에는 김태연, 김보경 등이 거론되었으나 무산되었다.[21]
- 후속작으론 《서울 1945》를 편성할 예정이었으나 제작비 탓인지 보류되었으며 대체 후속작으로 2001년 2TV에서 방영된 《명성황후》를 재방송할 예정이었다. 그러나, 시청자들의 반발과 내부적인 사정으로 편성이 보류[22]되었으며 이 때문에 당초 기획된 100부작에서 4부 늘린 104부작으로 막을 내렸다.

## 수상 경력
- 2005년 KBS 연기대상 대상 김명민
- 2005년 KBS 연기대상 남자 조연상 박철민
- 2005년 KBS 연기대상 남자 청소년연기상 유승호
- 2006년 제33회 한국방송대상 방송예술부문 최우수작품상/탤런트상 김명민 (해당 작품 外)/미술상 정홍극(해당 작품 外 제작)

### 리뷰
- (영어) 불멸의 이순신 - 인터넷 영화 데이터베이스

| KBS 대하드라마                              | KBS 대하드라마                                   | KBS 대하드라마                               |
| 이전 작품                                   | 작품명                                           | 다음 작품                                    |
| ------------------------------------------- | ------------------------------------------------ | -------------------------------------------- |
| 무인시대 (2003년 2월 8일 ~ 2004년 8월 15일) | 불멸의 이순신 (2004년 9월 4일 ~ 2005년 8월 28일) | 서울 1945 (2006년 1월 7일 ~ 2006년 9월 10일) |